# 吉田一士

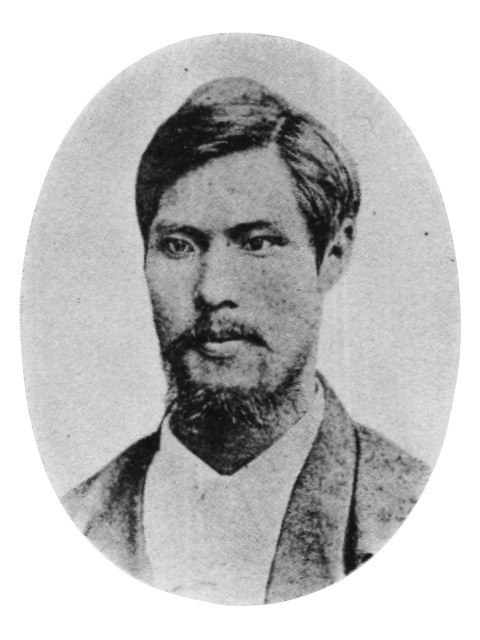
吉田一士

吉田 一士（よしだ いっし、1858年11月12日（安政5年10月7日）- 1891年（明治24年）5月10日]）は、明治期の自由民権運動家、関西法律学校（のちの関西大学）初代校主。 

## 略歴
現在の福岡県出身の士族である。1883年（明治16年）頃、明治義塾（東京・神田錦町）で監事を務め、馬場辰猪や末広鉄腸らとともに国友会の政談演説会などで活動した。なお、明治義塾ではのちに関西法律学校創設に参画する井上操と鶴見守義も教壇に立っていた。
明治義塾廃校後の1885年（明治18年）に日本郵船大阪支店手代として入社したが、翌年10月には同社を退社する。1886年（明治19年）11月、関西法律学校の創立に関わり、初代校主となる。開校日とされた11月4日の時点では司法省の許可が届かず、司法官の講師らが出講できなかったため、願宗寺仮校舎での最初の講義は吉田が行った。1890年（明治23年）まで発行された『関西法律学校講義録』出版の発案者でもある。
1889年（明治22年）に校主を退いた後、郷里の福岡に戻り、1891年（明治24年）に32歳で病没した。

## 家族
- 配偶者 - 吉田辰子/タツ（文久3年5月21日 - 昭和2年、吉田一士の死後石井十次と再婚する）[9][10]